# La Quinta (Córdoba)
La Quinta es una localidad situada en el departamento Río Primero, provincia de Córdoba, Argentina.
Se encuentra a 110 km de la ciudad de Córdoba, aproximadamente.
La principal actividad económica es la agricultura, seguida por la ganadería, siendo el principal cultivo la soja.
El clima de la comuna es templado con estación seca, registrándose unas precipitaciones anuales de 700 mm, aproximadamente.
Existen en la localidad un destacamento policial, una escuela primaria, un dispensario y un edificio comunal en donde se realizan todas las funciones administrativas de la localidad.

## Población
Cuenta con 177 habitantes (Indec, 2022), lo que representa un incremento del 15 % frente a los 150 habitantes (Indec, 2010) del censo anterior.
| Gráfica de evolución demográfica de La Quinta entre 1991 y 2022 |
|                                                                 |
| Fuente: Censos nacionales del INDEC                             |

### Sismicidad
La sismicidad de la región de Córdoba es frecuente y de intensidad baja, y un silencio sísmico de terremotos medios a graves cada 30 años en áreas aleatorias. Sus últimas expresiones se produjeron:
- 22 de septiembre de 1908 (116 años), a las 17.00 UTC−3, con 6,5 Richter, escala de Mercalli VII; ubicación 30°30′0″S 64°30′0″O / -30.50000, -64.50000; profundidad: 100 km; produjo daños en Deán Funes, Cruz del Eje y Soto, provincia de Córdoba, y en el sur de las provincias de Santiago del Estero, La Rioja y Catamarca.[3]

- 16 de enero de 1947 (78 años), a las 2.37 UTC−3, con una magnitud aproximadamente de 5,5 en la escala de Richter (terremoto de Córdoba de 1947).[2]

- 28 de marzo de 1955 (70 años), a las 6.20 UTC−3 con 6,9 Richter; además de la gravedad física del fenómeno, se unió el desconocimiento absoluto de la población a estos eventos recurrentes (terremoto de Villa Giardino de 1955).

- 7 de septiembre de 2004 (20 años), a las 8.53 UTC−3 con 4,1 Richter.

- 25 de diciembre de 2009 (15 años), a las 21.42 UTC−3 con 4,0 Richter.